# Вулиця В'ячеслава Чорновола (Сміла)
Вулиця В'ячеслава Чорновола — вулиця у місті місті Сміла Черкаської області. Розпочинається від перехрестя з вул. Перемоги та прямує до перехрестя з вул. Родини Бобринських. Названа на честь видатного українського політичного діяча — В'ячеслава Чорновола.